# Герб на Пазарджик
Гербът на Пазарджик е приет на 10 октомври 1974 г. по инициатива на кмета на града Стоица Вардин.

## Символика
Емблемата, ползвана като герб, има три основни символа – Родопите, Тракийския конник и река Марица, разположени върху щит. Вълнообразната горна част на щита символизира релефа на Родопите, които ограждат от юг Тракийското поле. Щитът е разделен диагонално на две половини. Вдясно – долната половина на по-ниско ниво от горната е изобразена стилизирано река Марица, с три вълнообразни пластични линии. Вдясно опират в контура, получена от сваленото ниво. В лявата горна половина има стилизиран релеф – парафраза на Тракийския конник.
Макар да фигурира в Наредбата за символите на Община Пазарджик като герб, емблемата не отговаря на основни правила на науката хералдика.

## История

### Герб от 1943 г.
Гербът (назоваван и като значка) от 1943 г. е изработен от Константин Христович и Тодор Герасимов.
Представлява щит, разделен на три. В долната част на синьо поле е рогът на изобилието – символ на плодородна почва, който показва развитото земеделие в града. Тогава Пазарджик е познат и като „градът на ориза“ и затова присъства един стрък ориз. Горната част е отделена чрез синя линия, символизираща водното богатство от реките. В лявата част има изправен лъв, който символизира България и показва принадлежността си. В дясната страна е жезълът кадуцей на бог Хермес, покровител на търговията. Тези три елемента от стария герб на Пазарджик са валидни и днес. Отгоре на герба има четири рангови кули, което показва, че градът е областен (когато са пет, градът е столица).
Под гербът се разполага девизът „Труд и производство“.

### Емблема от 1966 г.
През 1966 г. е представена нова емблема на града. пПредставлява кръгъл герб, разделен хоризонтално на две части – горна бяла и долна зелена половина. В центъра е изобразено светлосиньо зъбчато колело. Вътре в колелото има графични символи на златна ябълка и грозде. Над кръга е разположена червена звезда. Под зъбчатото колело, в долната зелена част, със златни букви е изписано името на града. 

### Герб от 1974 г.
От обявения още през март 1973 г. конкурс за герб не е излъчена първа награда. Втора награда печели скулптурът Тома Попов и неговото пластично изображение е избрано за емблема на града. През 1974 г. тя заменя използваната като почетен знак значка от 1966 г.

### Конкурс от 2001 г.
През 2001 г. има нов конкурс за символ на града, който бива спечелен от художника Марин Маринов с неговото графично (черно-бяло) и цветно изображение на емблемата на Тома Попов. След забележки на комисията той не бива утвърден.